# Одрадне (Волноваський район)
Одра́дне — селище Великоновосілківської селищної громада Волноваського району Донецької області в Україні.

## Загальні відомості
Відстань до центру громади становить близько 11 км і проходить автошляхом Т 0518.

## Населення
За даними перепису 2001 року населення селища становило 1120 осіб, із них 52,97 % зазначили рідною мову українську, 46,51 % — російську та 0,26 % — молдовську мову.